# Stanisław Moniuszko Muziekacademie Gdańsk

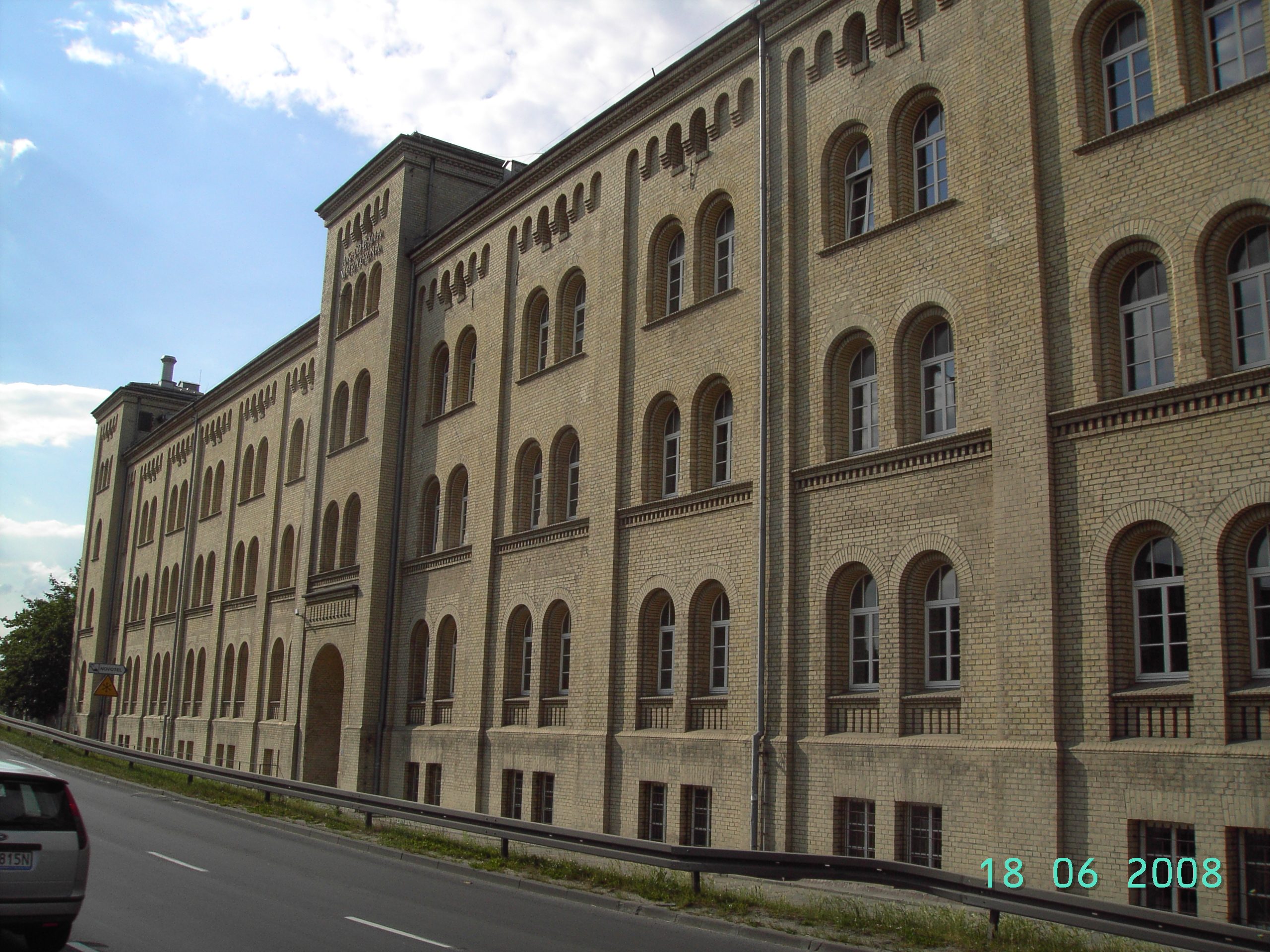
Stanisław Moniuszko Muziekacademie Gdańsk - vanuit de Podwale Przedmiejskie gezien

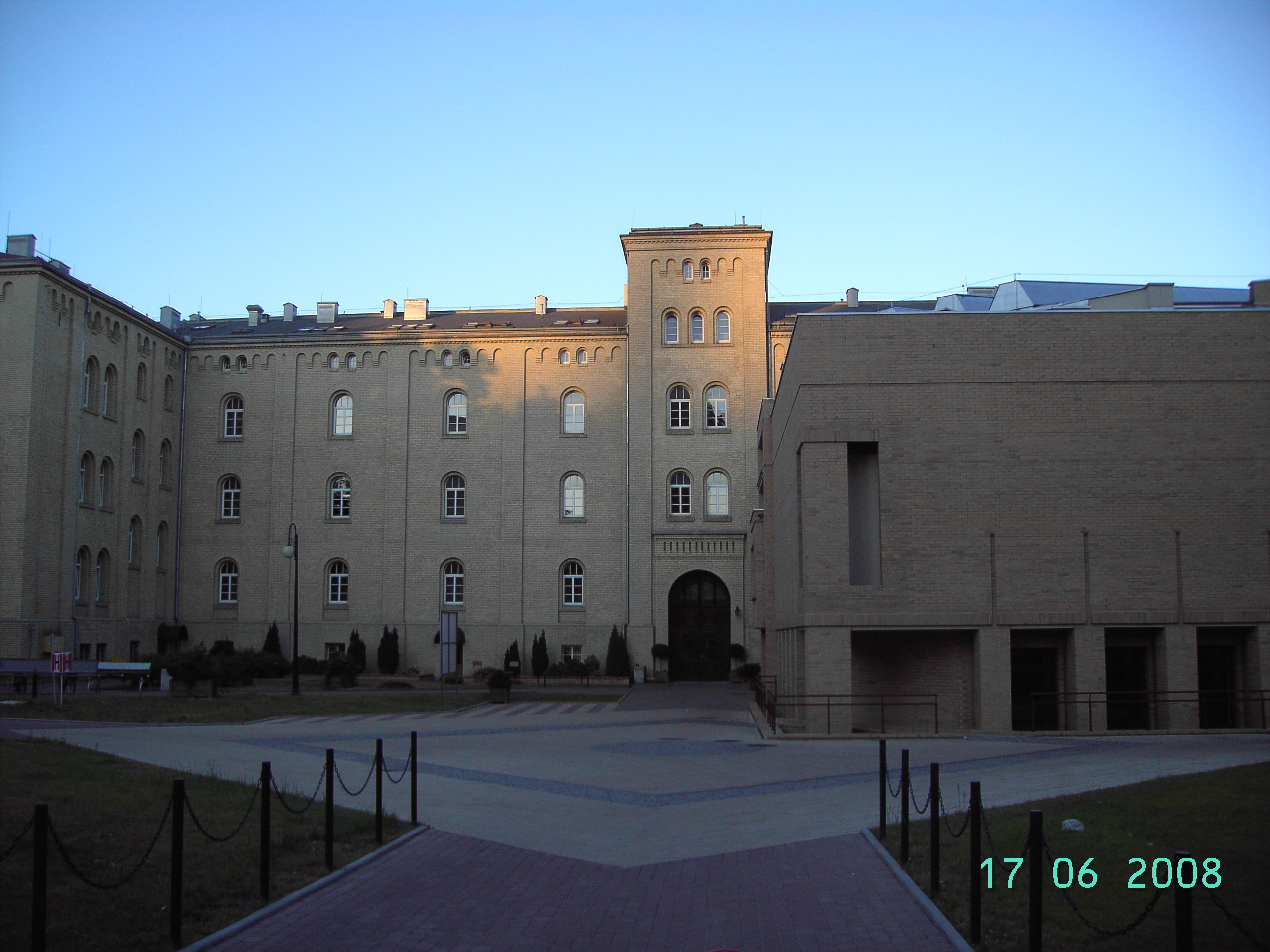
Stanisław Moniuszko Muziekacademie Gdańsk - Aanzicht van het binnenhof

De "Stanisław Moniuszko" Muziekacademie (Pools: Akademia Muzyczna im. Stanisława Moniuszki w Gdańsku) in Gdańsk werd in 1947 opgericht. Van 1947 tot 1982 droeg zij de naam Państwowa Wyższa Szkoła Muzyczna (Staatshogeschool voor muziek) en was gevestigd in Sopot, een populaire badplaats in de buurt van Gdańsk.
De eerste docenten en professoren waren Janina Cygańska, Jan Ekier, Zenon Feliński, Roman Heising, Janusz Urbański en Stefan Śledziński. In 1966 verhuisde de academie van Sopot naar Gdansk en nam haar intrek in de grotere gebouwen aan de Łagiewnikistraat 3. In 1982 kreeg de academie de tot nu gebruikelijke naam Akademia Muzyczna im. Stanisława Moniuszki w Gdańsku ("Stanisław Moniuszko" Muziekacademie). De academie is genoemd naar de Poolse componist Stanisław Moniuszko (1819-1872).
In 2001 vestigde de muziekacademie zich in een geheel gerenoveerd gebouw met uitstekende faciliteiten.

## De rectoren sinds oprichting
- 1947-1948 Jan Ekier
- 1948-1951 Stefan Śledziński
- 1951-1952 Władysław Walentynowicz
- 1952-1954 Florian Dąbrowski
- 1954-1956 Władysław Bukowiecki
- 1956-1961 Piotr Rytel
- 1961-1972 Roman Heising
- 1972-1987 Antoni Poszowski
- 1987-1993 Roman Suchecki
- 1993-1999 Waldemar Wojtal
- 1999-2003 Antoni Poszowski
- 2004-2005 Waldemar Wojtal
- 2005-2012 Bogdan Kułakowski
- Sinds 2012- Maciej Sobczak